# 宋如安
宋如安（1968年11月—），男，江苏人，中华人民共和国外交官。

## 生平
1991年，进入中华人民共和国外交部工作，先后在外交部香港澳门事务办公室、中英联合联络小组中方代表处、外交部香港澳门台湾事务司任职。2001年，任外交部驻香港特派员公署政研室副主任，后任参赞。2006年，任外交部香港澳门台湾事务司参赞。2011年，任驻旧金山总领事馆副总领事。2015年，任外交部驻香港特派员公署副特派员。2021年4月，任满回京。

## 家庭
已婚，有一子。